# Knuts Mats Andersson i Rälta
Knuts Mats Andersson i Rälta, död efter 6 februari 1671, var en svensk som blev åtalad för häxeri. Han dömdes till döden i häxprocessen i Leksand under det stora oväsendet.
Efter den stora häxprocessen i Mora 1669 spred sig ryktet i Dalarnas bygder om att häxor förde bort barn till Blåkulla. Oroliga föräldrar kontaktade myndigheterna och krävde att utpekade misstänkta skulle förhöras, vilket ledde till att häxprocesser uppkom i Orsa, Rättvik, Leksand, Lima och Stora Tuna de följande åren.
Han anklagades av tolv olika grannbarn för att vara en trollkarl som fört dem till Blåkulla. Han hade ett dåligt rykte eftersom han redan tidigare hade varit indragen i flera tvister och förseelser. Han noteras, före åtalet för trolldom, ha hädat mot Gud och förnekat både himmelens och helvetets existens; ha smädat myndigheterna och förbannat dem och värdslig lag och bland annat anklagat arvslagarna som gav äldre och yngre söner olika arv; och inför många vittnet gått ed på att begå myteri om myndigheterna ville utskriva män från bygden till soldater i kriget mot Danmark. Alla dessa omständigheter omtalades av rätten som försvårande då han anklagades för att vara trollkarl och föra barn till Blåkulla, och att hans nekande till anklagelserna därmed hade mindre giltighet: 
"Ochså ehuruvehl han deone barnens beskyllning medh hårdsinnigt förnekande söker af vägen taga och nederdempa; Lijkvål! såsom hans vränga och vahnartige sinne, af andre nogsampt klarligen bevijste och i Dom boken infattade tecken och Skiähl [...] Af lionom begångne och nu sedermehra igenom gåfvor bijlagde Rååstaksflyttningar. Uvilka Tree föregående Lastefulla missgerningar, livar - om sigh särskilt förtient dödsplicbt, nu nogsampt utvijsa dennes öfvermood och Gudhlöösheet, bvarföre hans vränga förnekan så mycbit mindre vitsord gifves".
Han dömdes till döden i tingsrätten. Han var en av två män som dömdes till döden under denna process, vid sidan av Skrålle Peer i Waltsarfvet. Domen hänvisades till trolldomskommissionen, och dödsdomen bekräftades 4 februari 1671. Precis som ungefär hälften av de andra dödsdömda, mottog han en villkorlig dödsdom. Det innebar att han skulle föras till avrättningsplatsen under förespegling att han skulle avrättas oavsett om han bekände eller fortsatte att neka. Om han bekände på avrättningsplatsen, skulle avrättningen verkställas; om han fortsatte vägra erkänna, skulle han friges. 
Den 6 februari 1671 meddelades att avrättningen av de ovillkorligt dödsdöma hade ägt rum, medan samtliga av de villkorligt dödsdömda hade fortsatt att neka, och alltså hade frigetts. Knuts Mats borde därmed aldrig ha blivit avrättad utan frigetts sedan han på avrättningsplatsen fortsatt att neka till anklagelserna.